# Dactylopodia crassipes
Dactylopodia crassipes är en kräftdjursart som beskrevs av Lang 1965. Dactylopodia crassipes ingår i släktet Dactylopodia och familjen Thalestridae. Inga underarter finns listade i Catalogue of Life.